# Међународни дан радиологије
Међународни дан радиологије је годишњи догађај који промовише улогу медицинског снимања у савременој здравственој заштити. Прославља се 8. новембра сваке године и поклапа се са годишњицом открића рендгенских зрака. Први пут је уведен 2012. године, као заједничка иницијатива Европског друштва за радиологију, Радиолошког друштва Северне Америке и Америчког колеџа радиологије.  Међународни дан радиологије признаје и слави скоро 200 националних, субспецијалистичких и сродних друштава широм света. Удружење радиографа "Мадхија Прадеш" (Индија) обележава овај дан од 1996. године, а тему за овај дан покренуо је г. Сивакант Вајпаи, такође носи назив службеника за безбедност од зрачења и вишег радиографа.

## Позадина
Међународни дан радиологије је наследник Европског дана радиологије који је покренут 2011. године. Први и једини Европски дан радиологије одржан је 10. фебруара 2011. у знак сећања на годишњицу Рендгенове смрти у организацији Европског друштва за радиологију. Због успеха ЕДоР-а, ЕСР је ступио у сарадњу са РСНА и АЦР-ом на успостављању Међународног дана радиологије. Такође је одлучено да се датум прославе помери са годишњице Рендгенове смрти на датум његовог открића рендгенског снимка. Тај дан су званично потврдила три оснивачка друштва током годишњег састанка НСРС у Чикагу 28. новембра 2011. године.
Рендген је 8. новембра 1895. случајно открио рендгенске зраке док је истраживао катодне зраке, чиме је ефективно постављен темељ за медицинску дисциплину радиологије. Ово откриће би нарасло да укључи различите методе снимања и успоставило би се као кључни елемент модерне медицине. 8. новембар је на крају изабран као одговарајући дан за обележавање прослава које прате радиолошка друштва широм света. 

## Годишња тема
Поред општег признања радиологије, сваке године се бира тема, која се фокусира на различите специјалности и подспецијалности радиологије.  Ове теме су укључивале:
- 2023: Славимо безбедност пацијената
- 2022: Радиографи на челу безбедности пацијената
- 2021: Интервентна радиологија - Активна нега пацијента
- 2020: Радиолози и радиографи који подржавају пацијенте током пандемије
- 2019: Спортско снимање [4]
- 2018: Снимање срца [5]
- 2017: Хитно снимање [6]
- 2016: Снимање дојки [7]
- 2015: Педијатријска слика [8]
- 2014: Снимање мозга [9]
- 2013: Торакално снимање [10]
- 2012: Онколошка слика [11]

## Повезани догађаји
У и око 8. новембра сваке године, међународна радиолошка друштва широм света обележавају тај дан својим организованим догађајима. Ове прославе долазе у облику изложби, радионица, предавања и кампања на друштвеним мрежама које позивају стручњаке из области радиологије, као и ширу јавност да учествују и сазнају више о радиологији.
2018. године различита радиолошка и партнерска друштва организовала су догађаје како би скренула пажњу на радиологију и тему снимања срца. Примери укључују:
- Канадско удружење радиолога било је домаћин догађаја који је подстакао радиологе из целе Канаде да се састану са члановима парламента како би разговарали о кључним питањима у медицинском снимању, релевантним за негу пацијената. [12]
- Јапанско радиолошко друштво одржало је серију јавних предавања о снимању срца у Кумамоту, које су модерирали професори са Универзитета Кумамото. [13]
- Шпанско радиолошко друштво прославила је у Мадриду позивала стручњаке за снимање срца да буду присутни на разговорима о историји и будућности ове под-специјалности. [14]

## Публикације
Као даљу подршку овом дану, Европско друштво за радиологију сваке године објављује књигу на одабрану тему. У 2018. години, књига, Откривено СРЦЕ, објављена је као бесплатно преузимање у ПДФ-у. Књига, чији су аутори професионални радиолози, садржи описе различитих срчаних болести код којих је снимање од помоћи у дијагнози, лечењу и праћењу. 
Остали текстови који се баве годишњом темом укључују:
- 2017 ПОМОЋ, Снимање хитне медицинске помоћи
- 2016 Скрининг, Медицинско снимање у откривању, дијагнози и управљању болестима дојке
- 2015 Нежан начин, Уметност педијатријског снимања
- 2014 Надзор мозга, Откривање и дијагностиковање можданих болести помоћу медицинског снимања
- 2013 Лако диши, Како радиологија помаже у откривању и борби против плућних болести

Ван тематских публикација, Европско друштво за радиологију у сарадњи са Међународним друштвом за историју радиологије објавило је серију од три тома о историји радиологије, Прича о радиологији.